# Xenorhina similis
Xenorhina similis е вид жаба от семейство Тесноусти жаби (Microhylidae). Видът не е застрашен от изчезване.

## Разпространение и местообитание
Разпространен е в Индонезия и Папуа Нова Гвинея.
Обитава гористи местности, планини и възвишения в райони с тропически и субтропичен климат.

## Описание
Популацията на вида е стабилна.